# Telemarks bataljon
Telemarks bataljon (TMBN) (norska: Telemark bataljon) är en mekaniserad infanteribataljon i Norges armé och 1 av 3 manöverbataljoner i den norska arméns enda brigad, Brigade Nord. Telemarks bataljon är lokaliserad till Rena garnison i Åmots kommun, Hedmark fylke och består av 5 skvadroner. 
Bataljonen som även utgör kärnan av norska arméns snabbinsatsstyrkor har cirka 450 yrkesofficerare och soldater och är det enda insatsförbandet i Norges armé som uteslutande består av fast anställd personal.

## Historia
Telemarks bataljon organiserades 1994 efter beslut av Stortinget 1993 för att utgöra Norges bidrag till NATO:s snabbinsatsstyrkor. Bataljonen uppsattes ursprungligen av Telemarks regemente med basering till Heistadmoens garnison i Kongsbergs kommun, då som en lätt infanteribataljon om ungefär 900 man. Bataljonen verkade för första gången som samlad styrka under en övning med NATO-styrkan Allied Command Europe Mobile Force (AMF) i Norge 1995. 
Bataljonen i sin ursprungliga form avvecklades tillsammans med Telemarks regemente 2002 men i dess ställe inrättades den på nytt som norska Arméns snabbinsatsstyrka i form av en mekaniserad infanteribataljon om 700 man underställd Brigade Nord med förläggning till Rena garnison. Den nya organisationen var fullt genomförd 2003 även om rekryteringen av soldater till bataljonen var förenad med vissa svårigheter. 

## Internationella insatser

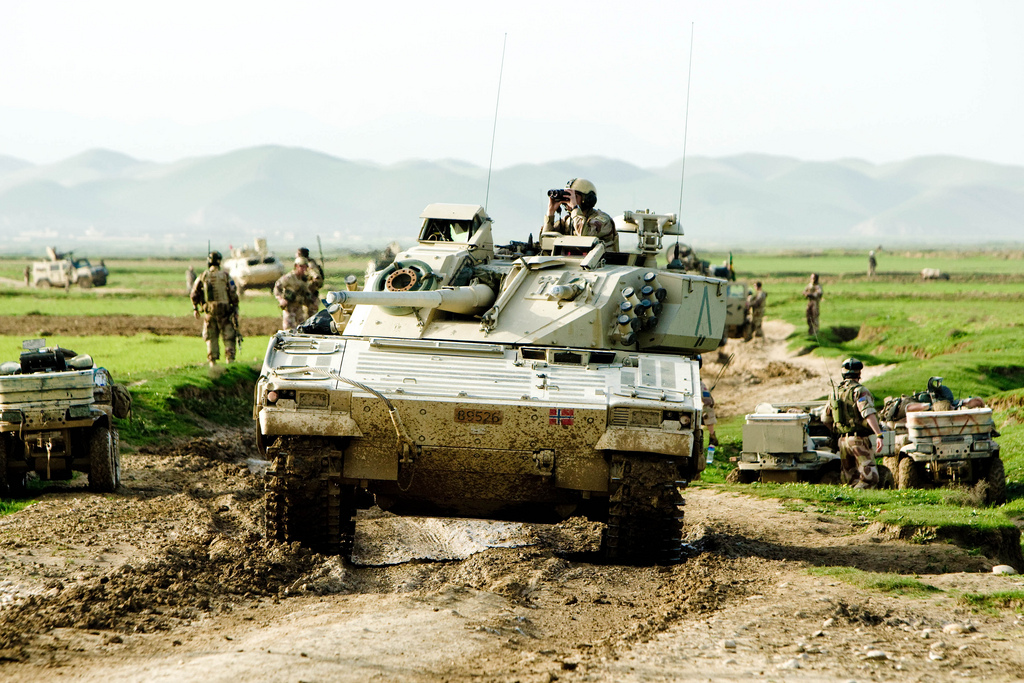
Stridsfordon 90 ur Telemarks bataljon i Afghanistan 2010.

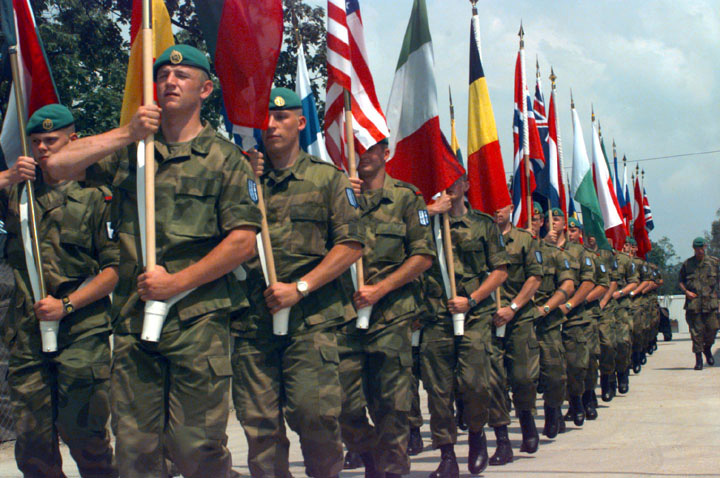
Fanvakt ur Telemarks bataljon vid befälsöverlämningsceremoni vid SFOR 1997

Den första internationella insatsen var med en styrka av kompanis storlek till SFOR i Bosnien och Hercegovina under perioden januari 1997 till juli 1999. Därefter insattes hela bataljonen i Kosovo som en del av KFOR från oktober 1999 till april 2000 och ånyo från juni 2001 till januari 2002. Vid första insatsen i Kosovo bestod bataljonen av 1200 man vilket gjorde det till den största norska insatsen utom riket sedan Norges bidrag till de allierade ockupationsstyrkorna i Tyskland, den s.k. Tysklandsbrigaden 1947-1953. 
I sin nyare form har bataljonen varit insatt i Irak och i Afghanistan som en del av ISAF. Bataljonen har vidare stått i beredskap för NATO:s snabbinsatsstyrkor under tysk respektive turkisk ledning. TMBN bidrar också till NATO:s stående styrkor i Baltikum (NATO Enhanced Forward Presence) med en styrka av kompanis storlek som är stationerat i Litauen under kanadensisk ledning. 

## Organisation
Bataljonen består av följande fem skvadroner:
- Stridsvogneskadron 1 är bataljonens stridsvagnsskvadron som är utrustad med stridsvagnen Leopard 2A4.
- Kavalerieskadron 2 är bataljonens spaningsskvadron som har till uppgift att inhämta information om motståndarens verksamhet vilket sker genom spaning med stridsfordon, tekniska sensorer eller med avsuttna enheter.
- Mekanisert infanterikompani 3 är en av bataljonen mekaniserade skyttekompanier. Skvadronen har till uppgift att stöda stridsvagnsskvadronens strid och är utrustad med stridsfordon CV9030N.
- Mekanisert infanterikompani 4 är en av bataljonens mekaniserade skyttekompanier, löser samma uppgifter som Mekanisert infanterikompani 3.
- Kampstøtteeskadron 5 är bataljonens stabs- och trosskvadron som har till uppgift att sörja för bataljonens ledning, sjukvård och underhåll.